# J'attendrai (chanson)
Pour les articles homonymes, voir J'attendrai.
Clip vidéo
[vidéo] « J'Attendrai - Rina Ketty (1938) », sur YouTube
[vidéo] « Tornerai - Dino di Luca (1937) », sur YouTube
J'attendrai est une chanson d'amour adaptée en français de la chanson italienne Tornerai (tu reviendras, en italien) de 1937, du compositeur Dino Olivieri (it), sur des paroles de Nino Rastelli (it). Elle est enregistrée en single en 1938 par la chanteuse franco-italienne Rina Ketty,, chez Pathé, pour devenir un des hymnes international à la paix de la Seconde Guerre mondiale (à l'image de Roses of Picardy de la Première Guerre mondiale), reprise par de nombreux interprètes dont Tino Rossi, Joséphine Baker, et Dalida.

## Le succès de Rina Ketty
J'attendrai est l'une des adaptations françaises de Tornerai (tu reviendras, en italien) une chanson italienne à succès de 1937, écrite par Nino Rastelli (musique de Dino Olivieri) elle-même inspirée du chœur à bouche fermée Coro a bocca chiusa (fin de l'acte II), de l'opéra Madame Butterfly de Puccini, et enregistrée en 1937 en particulier par l'acteur-chanteur italien Dino Di Luca (en),.
J'attendrai connaît un important succès international avec son interprétation de Rina Ketty, de 1938, avec des paroles en français de Louis Poterat « J'attendrai, le jour et la nuit, j'attendrai toujours, ton retour... ». La chanson est reprise quelques mois plus tard par Tino Rossi, puis par Jean Sablon un an après. Celui-ci est le premier à chanter, sous le titre Soirs d'amour, une traduction française (due à Jacques Larue) des paroles italiennes. Par la suite, il préfère interpréter la version de Rina Ketty.
Dans les premières années de la Seconde Guerre mondiale, la version de Rina Ketty est un grand succès en France et dans plusieurs pays européens. Tous ceux qui sont séparés par le conflit se reconnaissent dans cette chanson d'interminable attente.

## Reprises et adaptations
Elle est reprise avec succès par de nombreux interprètes, dont Tino Rossi, Lily Pons, Jean Sablon et Joséphine Baker, Lucienne Delyle (1960), Les Compagnons de la chanson (1967), Max Raabe, Dalida (1975), ou encore Roberto Alagna (2020).
Une version jazz manouche jouée en 1938 par Django Reinhardt et Stéphane Grappelli, immortalisée par le documentaire Jazz Hot, est restée célèbre .
En Allemagne, la chanson est enregistrée par plusieurs ensembles sous le titre Komm zurück ("Reviens") dès 1938 et connaît une grande popularité sous le IIIe Reich. La chanson est choisie par les SS pour accompagner la mise en scène de l'exécution du détenu autrichien Hans Bonarewitz dans le camp de concentration de Mauthausen, le 30 juillet 1942. Juché sur le chariot destiné au transport des cadavres, Bonarewitz déambule dans le camp devant la caisse dans laquelle il s’était caché puis évadé quelques semaines auparavant, avant d’être pendu. La chanson, interprétée par l'orchestre du camp dont l'accordéoniste Wilhelm Heckmann, a été choisie par les SS pour faire ironiquement écho à l'attente du retour au camp de Bonarewitz par ses codétenus, contraints d'assister à la déambulation puis à sa pendaison.

## Version de Dalida
Clip vidéo
[vidéo] « Dalida - J'attendrai (1975) », sur YouTube
Pistes de J'attendrai (album)
Gigi l'amoroso Bésame mucho
En 1975, la chanteuse Dalida a remis au goût du jour la chanson dans une version inédite en France, en version disco qui connut également un grand succès et fera l'objet d'un album homonyme. Dalida est en 1975 la première chanteuse à innover le nouveau style musical Disco. La chanson de Dalida se vendra à plus de 498 000 exemplaires et se classera deux semaines n°1 des ventes en France, en février 1976.

### Classement hebdomadaire
| Classement de Dalida (1975-1976) | Meilleure position |
| -------------------------------- | ------------------ |
| France                           | 1                  |
| Wallonie                         | 1                  |
| Québec                           | 2                  |
| Région flamande                  | 4                  |
| Pays-Bas                         | 9                  |

## Au cinéma, musique de film
- 1938 : Jazz Hot, court métrage musical de Django Reinhardt et Stéphane Grappelli.
- 1954 : Voyage en Birmanie, d'Herbert Wilcox, avec Errol Flynn.
- 1960 : Les Adolescentes, d'Alberto Lattuada, avec Catherine Spaak.
- 1981 : Le Bateau, de Wolfgang Petersen. Le capitaine du sous-marin dit au radio : « [...] Soyez gentil, mettez-moi un disque… et vous savez lequel ! ». Il s'agit de la version de Rina Ketty, entendue une seconde fois en fin de film.
- 1983 : Le Bal d'Ettore Scola, version instrumentale par Raymond Lefebvre et son Orchestre
- 2006 : Une grande année, de Ridley Scott, avec Russell Crowe et Marion Cotillard.
- 2016 : Alliés, de Robert Zemeckis, avec Brad Pitt et Marion Cotillard.